# Kai Trampedach
Kai Trampedach (* 23. November 1962 in Hannover) ist ein deutscher Althistoriker.
Kai Trampedach studierte die Fächer Geschichte und Philosophie sowie griechische Philologie an der Universität Würzburg und an der Freien Universität Berlin. 1993 wurde er an der Universität Freiburg in Alter Geschichte und Philosophie mit der Arbeit Platon, die Akademie und die zeitgenössische Politik bei Hans-Joachim Gehrke promoviert. Es folgten Aufenthalte in Zypern, Israel, Ägypten, Jordanien, Syrien, Türkei, Griechenland und Italien, die durch ein Reisestipendium des Deutschen Archäologischen Instituts ermöglicht wurden. Von 1997 bis 2003 war Trampedach dann wissenschaftlicher Assistent von Wolfgang Schuller am Lehrstuhl für Alte Geschichte der Universität Konstanz. 2001/2 hielt er sich als Fellow am Center for Hellenic Studies der Harvard University in Washington, D.C. auf.
Im Jahr 2003 habilitierte er sich in Konstanz mit der Arbeit Politische Mantik. Studien zur Kommunikation über Götterzeichen und Orakel im klassischen Griechenland; ab 2004 lehrte er als Hochschuldozent in Konstanz. Seit dem Wintersemester 2007/08 ist Trampedach Inhaber eines Lehrstuhls für Alte Geschichte (unter besonderer Berücksichtigung der griechischen Geschichte) an der Universität Heidelberg.
Zu Trampedachs akademischen Schülern gehört Rafał Matuszewski.

## Schriften (Auswahl)
Monographien
- Platon, die Akademie und die zeitgenössische Politik (= Hermes. Einzelschriften. Heft 66). Steiner, Stuttgart 1994, ISBN 3-515-06453-2 (Zugleich: Dissertation, Universität Freiburg (Breisgau), 1992/1993).
- Politische Mantik. Die Kommunikation über Götterzeichen und Orakel im klassischen Griechenland (= Studien zur Alten Geschichte. Band 21). Verlag Antike, Heidelberg 2015, ISBN 978-3-938032-78-7 (Überarbeitete Fassung der Habilitations-Schrift, Universität Konstanz 2003).

Herausgeberschaften
- mit Andreas Pečar: Die Bibel als politisches Argument. Voraussetzungen und Folgen biblizistischer Herrschaftslegitimation in der Vormoderne (= Historische Zeitschrift. Beiheft. Neue Folge, Band 43). Oldenbourg, München 2007, ISBN 978-3-486-64443-2.
- mit Beate Dignas: Practitioners of the Divine. Greek Priests and Religious Officials from Homer to Heliodorus (= Hellenic Studies. Band 30). Harvard University Press u. a., Cambridge MA u. a. 2008, ISBN 978-0-674-02787-9.
- mit Andreas Pečar: Theokratie und theokratischer Diskurs. Die Rede von der Gottesherrschaft und ihre politisch-sozialen Auswirkungen im interkulturellen Vergleich (= Colloquia historica et theologica. Band 1). Mohr Siebeck, Tübingen 2013, ISBN 978-3-16-151987-1.
- mit Nicolas Zenzen und Tonio Hölscher: Aneignung und Abgrenzung. Wechselnde Perspektiven auf die Antithese von ‚Ost‘ und ‚West‘ in der griechischen Antike. Verlag Antike, Heidelberg 2013, ISBN 978-3-938032-52-7.
- mit Alexander Meeus: The Legitimation of Conquest. Monarchical Representation and the Art of Government in the Empire of Alexander the Great (= Studies in Ancient Monarchies. Band 7). Franz Steiner Verlag, Stuttgart 2020, ISBN 978-3-515-12781-3.